# 縦拳
縦拳（たてけん）とは、日本拳法などの格闘技で使用される拳を縦（親指が上になる状態）にした状態で放つ突き技。側拳（そくけん）、直突き（じかづき）とも呼ばれる。

## 概要
基本的には相手の顔面や胴体などに正面から打撃を与える技である。ボクシングにおけるストレートや空手道における正拳突きに相当するが、殴打の瞬間に掌を下にして拳を握りこむストレートや正拳突きと異なり、前腕部をひねらない。フックでも縦拳は使用されるが、単に縦拳と表記する場合は正拳突きと同様の直線軌道のパンチを指す場合が多い。
縦拳を採用している格闘技は多く、日本拳法、少林寺拳法、太極拳などが存在し、自衛隊の徒手格闘術でも打撃技のひとつとして縦拳を導入している。
縦拳に握り拳ではなく、小指の付け根の肉厚な部分でハンマーのように殴打する技は、鉄槌打ちと呼ばれる。

## 平拳との比較
平拳と比較すると、肘が下を向くため特性が大きく異なる。実際に縦拳で突くと肘が下を向くのが容易に見て取れる。
以下に縦拳と平拳の特性の違いについて列挙する。

### 縦拳
1. 拳は上下に振れやすく、左右には振れにくくなる。つまり、パリングに強く、横への回避には対応が難しくなる。
2. 脇が締まるため、容易に体重を乗せた拳を打つことができる。
3. 手首のスナップは殆ど効かなくなる。逆に言えば、殴った時の衝撃で手首がぶれにくいため、適切に衝撃を与えやすい。
4. 手首のスナップが効かないため、最高速で平拳に劣る。また、射程は短くなる。
5. 手首を捻る必要がないため、初速で平拳に勝る。ジャブの時に顕著。
6. 腰を屈めて打ち込むのは難しい。胴突きはボディーブローに近い形か、打ち下ろしのストレートに近い形で打ち込む。
7. 肘の構造上、縦拳でフックは遠心力が殆ど効かない。
8. 手首のスナップを必要としないため、寸勁が可能。

### 平拳
1. 拳は左右に振れやすく、上下に振れにくくなる。左右の回避、特に肘の内側への回避には非常に強い。
2. 肘が外を向くため、脇が開いてしまう。脇を締めたまま平拳を打つにはある程度修練を要する。
3. 手首のスナップが効く。スナップ次第で、射程の長い拳、速い拳、波動突き(波動拳)のような重い拳を使い分ける事ができる。(波動突きは己の体重程度の握力がないと怪我をするので注意)
4. 手首を捻る必要があるため、初速では縦拳に劣る。また、適切に当たる範囲が狭い。
5. 腰を屈めた状態でも打ち込みやすい。胴突きは腰を屈めてのストレートか、打ち下ろしのストレートに近い形で打ち込む。
6. 肘が外を向くため、フックは最大限遠心力を発揮できる。
7. 適切な修練を踏めば、「脇が締まり、最高速に優れる、体重の乗った」拳を打つことができる。ただし、動く相手に適切に当てるのはそれなりに難しい。

誤解として「縦拳はガードをすり抜けやすい」というものがあるが、実際には全くそのようなことはない。裸拳の場合、ガードは受け止めるものではなく受け流すものなので、例えガードをすり抜けたところでその直後に弾かれることになる。ガードを受け止める傾向にあるグローブ付きの格闘技の場合、グローブが大きすぎて結局ガードをすり抜けるのは困難である。
おそらく、縦拳の初動が速いため、ガードが間に合いにくいために起こった誤解と考えられる。

## 日本拳法における直突き[1]
よくある誤解として、「日本拳法において縦拳は伝統的に直突きと呼称されている」というものがある。これは全くの誤解で、実際には縦拳、平拳(日本拳法における呼称は伏拳)に広く用いられている。むしろ直突きとは「足の踏み込み、腰・肩の回転力を総合して効率的に拳に速度(=威力)を伝達する一連の動き」を指しており、縦拳でも平拳でも直突きは可能である。逆に言えば、「直突きではない」縦拳のジャブも存在するし、実際に広く用いられている。なお、日本拳法における呼称は、「直突き（ちょくづき）」である。
前述のように、縦拳は容易に体重を乗せた拳を打つことができるため、初心者が正確に拳を打つことに適する。この事から、日本拳法協会では基本を重視して縦拳、日本拳法会では威力を重視して平拳(正確には途中まで縦拳、拳が当たる手前で捻り込んで平拳)を採用している。なお、横打ちは共に平拳が一般的である。